# Jasna Góra

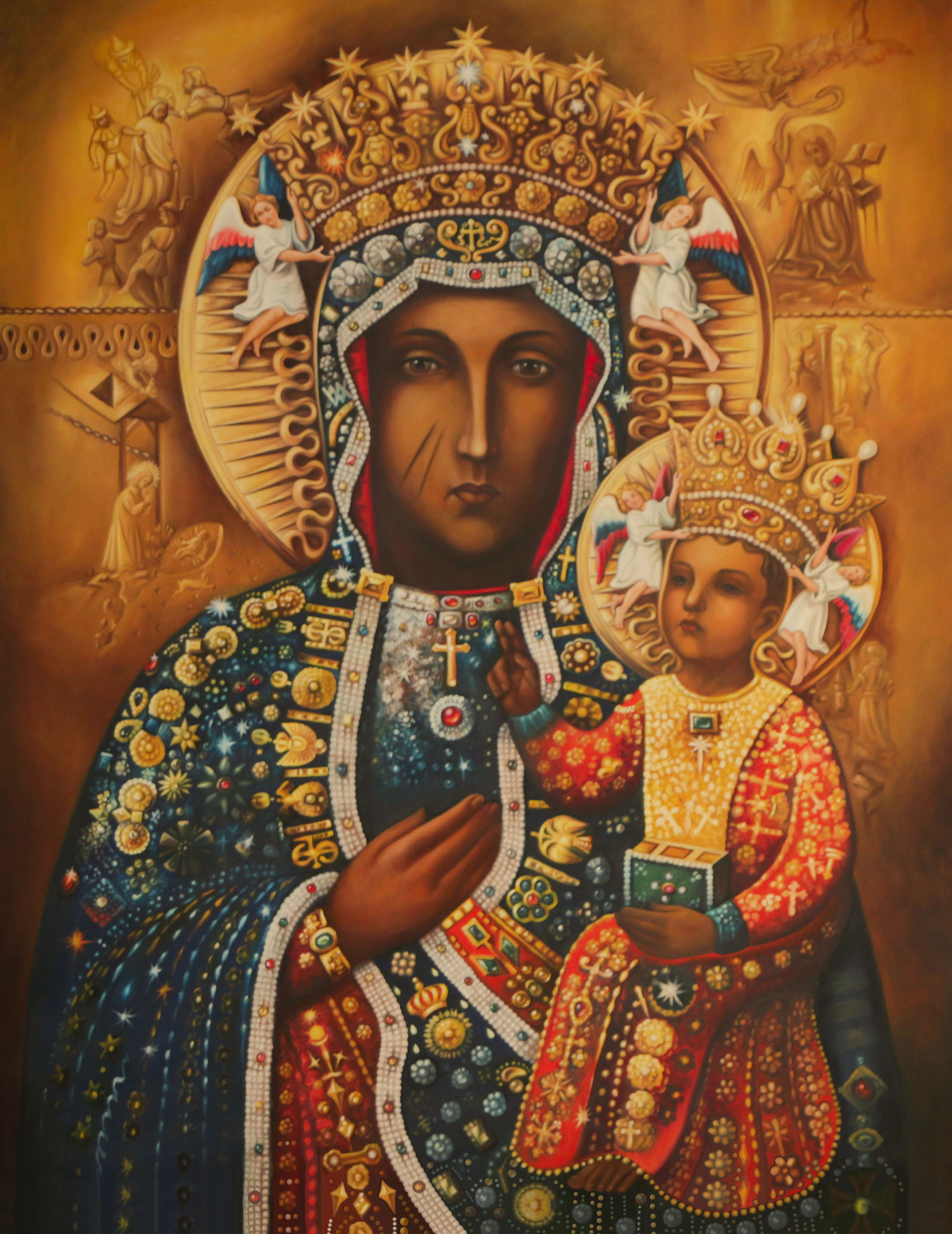
Virgen Negra de Częstochowa, Polonia

El santuario católico de Jasna Góra (lit., 'Claro Monte') se encuentra en Czestochowa, al sur de Polonia. Alberga una comunidad de monjes paulinos y está considerado el principal centro de peregrinación del país. Su importancia se debe a que posee un famosísimo icono de la Virgen, la Virgen de Czestochowa, cuya realización se atribuye al evangelista Lucas.
El cuadro es un icono pintado sobre una tabla de 122,2 x 82,2 cm y representa el busto de una Virgen negra con el niño Jesús en brazos.

## Historia
El santuario está ligado a la fundación de la Orden de San Pablo Primer Eremita de los monjes paulinos. Su fundador, el beato Eusebio, canónigo de Estrigonia, reunió a los eremitas de los bosques de Hungría y Croacia para crear la orden en torno al siglo XIII. A su muerte, el príncipe Ladislao de Opole, gobernador plenipotenciario del rey Luis I de Hungría para las tierras polacas entre los años 1367 y 1372, llamó a los monjes a Polonia, y en 1382 recibieron una pequeña iglesia en Czestochowa, donde se depositó el icono de la Virgen traído por el príncipe. Enseguida se forjó la leyenda de que el cuadro había sido pintado por Lucas, que había viajado de Jerusalén a Constantinopla y caído en manos del príncipe ruso Lev I de Galicia, que lo tenía en el castillo de Belz, Ucrania, donde ya era venerado como milagroso y donde lo encontró el príncipe Ladislao. En 1423, una banda de ladrones rompió el cuadro en tres partes. Fue restaurado en la corte del rey Vladislao II, donde se tuvo que repintar de nuevo. Creció su fama y ya en el siglo XV tuvo que construirse una nueva iglesia gótica de tres naves. En 1638, el rey Vladislao IV decidió construir un muro y convertir el santuario en una fortaleza mariana. 
En 1655, los suecos atacaron Polonia, pero al llegar a Jasna Góra, esta resistió el ataque con apenas un centenar de soldados contra treinta mil suecos. Esto hizo que todo el país se levantara en armas, se ganó la guerra y en 1656, el rey Juan II Casimiro Vasa consagró todo el país bajo la protección de la Virgen de Jasna Góra. 
El santuario ha resistido numerosas guerras desde entonces. Se encuentra sobre una pequeña colina con un alto campanario. Ocupa unas cinco hectáreas. Tiene un parque que lo rodea por tres partes y una explanada en el cuarto para las grandes manifestaciones. El monasterio consta de dos edificios cuadrados de los siglos XV y XVII unidos por un largo brazo del siglo XVII que alberga a los sacerdotes peregrinos y al antiguo arsenal.

## Galería

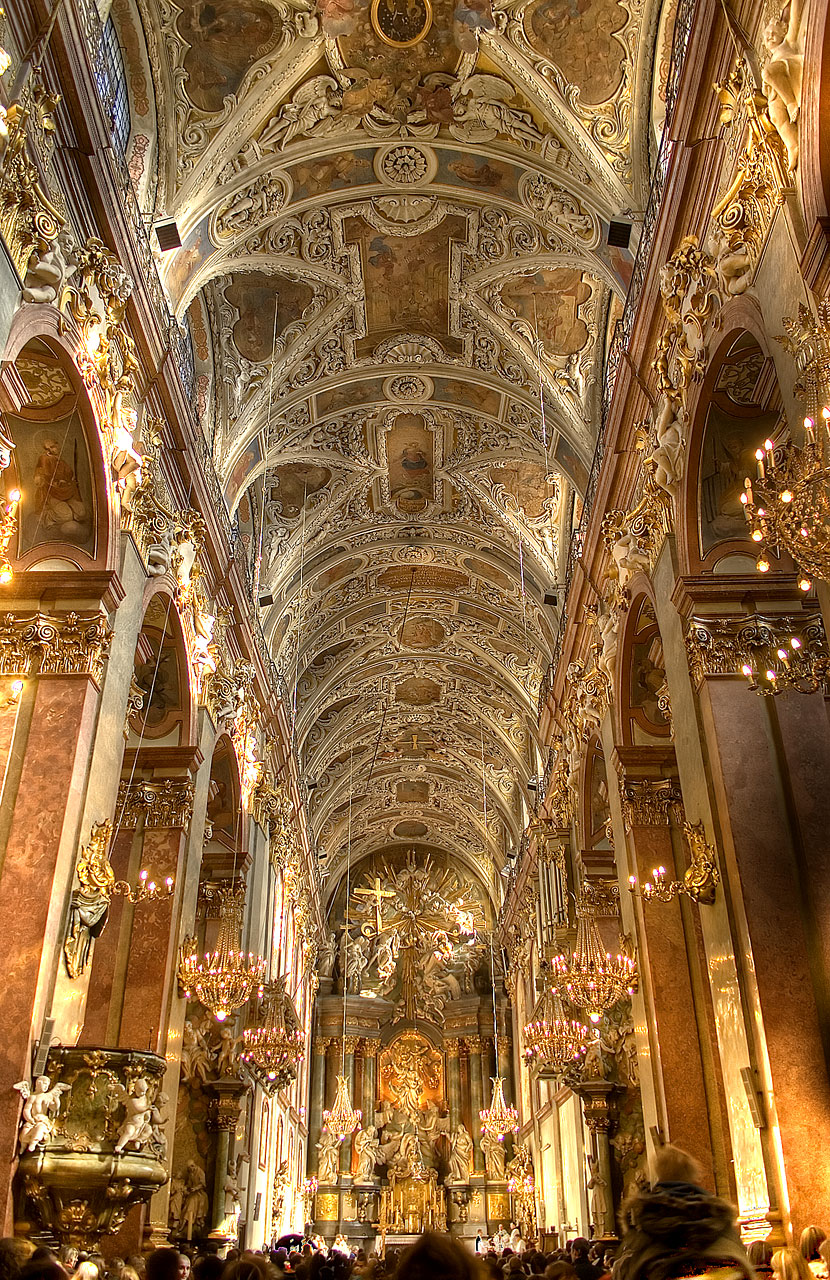
Basílica
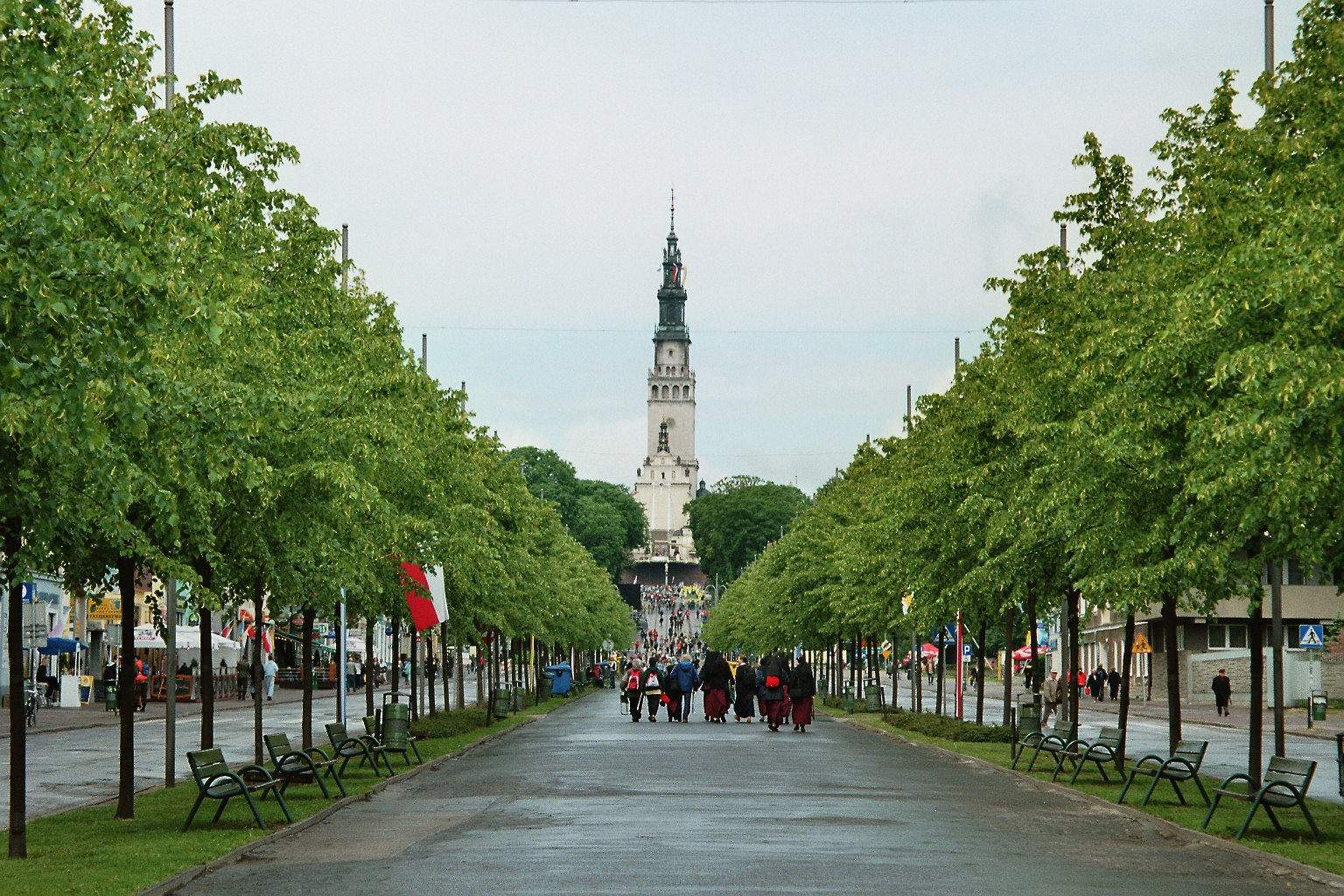
Jasna Góra
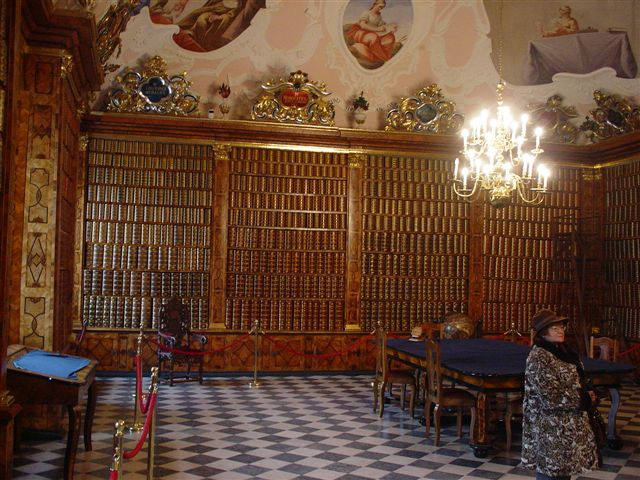
Biblioteca
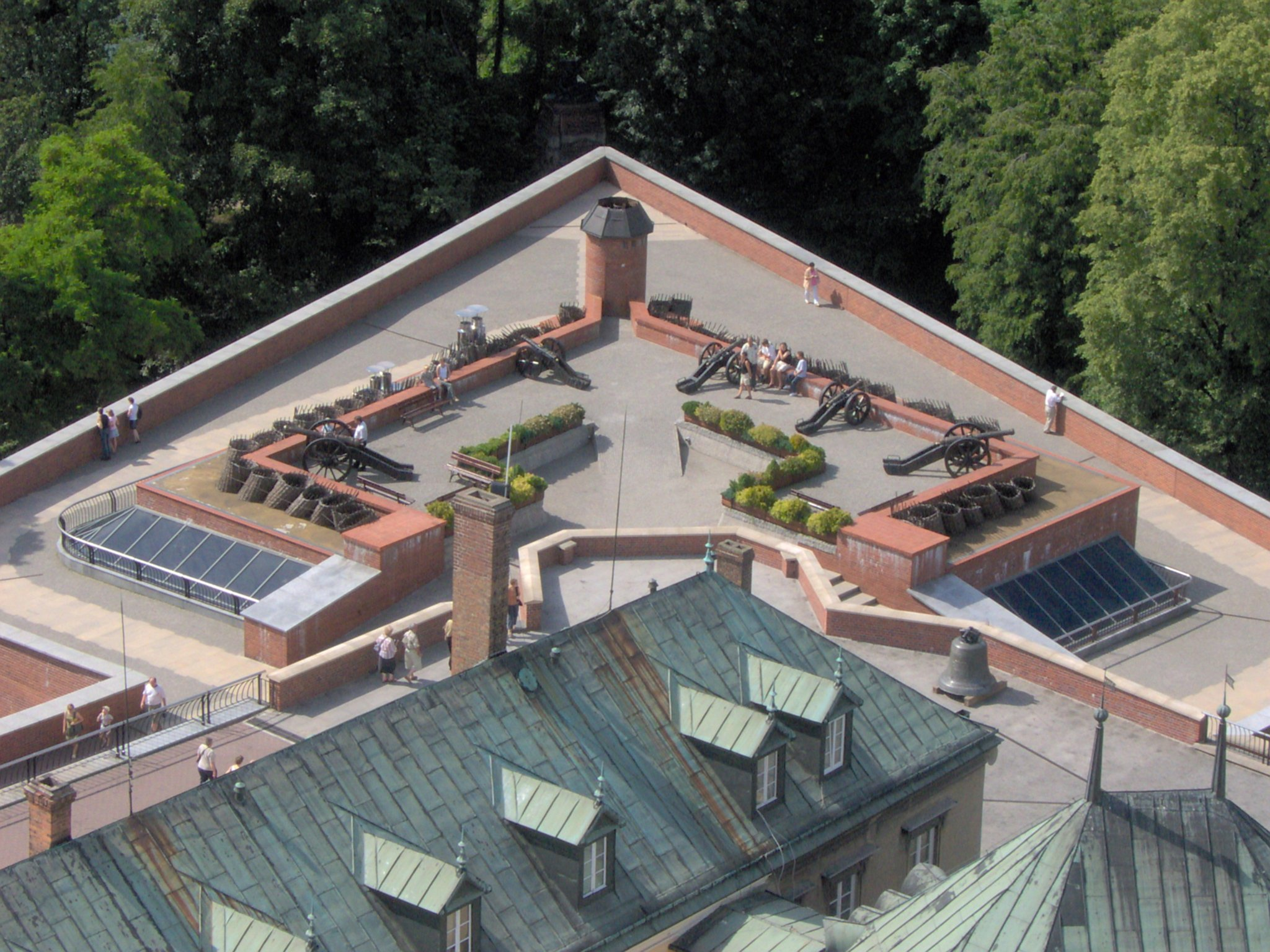
Bastión "St. Roque"